# Feketetücsök-formák
A feketetücsök-formák (Gryllinae) egy alcsalád a rovarok (Insectia) osztályának egyenesszárnyúak (Orthroptera) rendjén belül, a valódi tücskök (Gryllidae) családjában.

## Elterjedésük
Az alcsalád fajai, a hideg éghajlatú területeket kivéve világszerte elterjedtek, változatos élőhelyeket hódítottak meg. A legtöbb faj meleg, szárazabb területeken honos.

## Megjelenésük
15-26 milliméter hosszúságúak, alkatukat tekintve zömök, hengeres testű rovarok. Színezetük fekete, barna, szürkés vagy vöröses árnyalatú, fajtól függően.
Az ivari dimorfizmus leginkább a szárnyak (hangadó szervek) meglétén és a fajok méreteiben mutatkozik meg, mert a nőstény egyedek általában nagyobbak a hímeknél. Ezenkívül a potroh végén viselt függelékek alapján határozható az ivar. A hímek két fartoldalékot (cercus), a nőstények pedig tojócsövet (ovipositor) viselnek.

## Életmódjuk

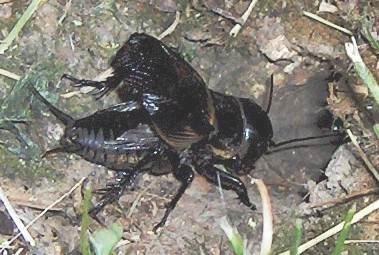
Mezei tücsök hímje ciripelés közben

Táplálkozásukat tekintve mindenevők, az élő állatoktól kezdve a növényi szerves törmelékekig, sok mindent elfogyasztanak. Némely fajuk, mezőgazdasági növények dézsmálásával kártevőnek számít.

Gyakran mély üregeket ásnak, ezekben élnek a föld alatt. Sok faj hímje rendelkezik úgynevezett „revírrel”, mely saját lakó- és vadászterületet jelent, melyet megvéd más betolakodó hímekkel szemben.
A hímek jellegzetes párzásra hívó hangot hallatnak, melyek alapján a nőstények keresik fel őket.
Párzáskor a nőstények másznak a hímek hátára.

A nőstény a petéit a talajba süllyeszti, melyből 2-3 hét alatt kelnek ki a lárvák, melyek 7-16 vedlés után érik el ivarérettségüket.

## Rendszerezésük és ismertebb fajok
Az alcsaládot további 6 nemzetségre és számos nemre bonthatjuk. A nemek egy része nincs besorolva egyik nemzetséghez sem.
| Alcsalád:Gryllinae - Nemzetség:Cephalogryllini (Otte & Alexander, 1983) - Nem:Apterogryllus (Saussure, 1877) - Nem:Cephalogryllus (Chopard, 1925) - Nem:Daintria (Otte, 1994) - Nem:Notosciobia (Chopard, 1915) - Nemzetség:Cophogryllini (Ichikawa, Murai & Honda, 2000) - Nem:Cophogryllus (Saussure, 1877) - Nem:Goniogryllus (Chopard, 1936) - Nem:Parasongella (Otte, 1987) - Nemzetség:Gryllini (Laicharting, 1781) - Nem:Abmisha (Otte, 1987) - Nem:Acanthogryllus (Saussure, 1877) - Nem:Acanthoplistus (Saussure, 1877) - Nem:Acheta (Fabricius, 1775) - házi tücsök (Acheta domesticus) - Nem:Agryllus (Gorochov, 1994) - Nem:Anurogryllus (Saussure, 1877) - Nem:Apterosvercus (Gorochov, 1992) - Nem:Clearidas (Stål, 1876) - Nem:Conatrullus (Gorochov, 2001) - Nem:Conoblemmus (Adelung, 1910) - Nem:Conogryllus (Gorochov, 2001) - Nem:Crynculus (Gorochov, 1996) - Nem:Damaracheta (Otte, 1987) - Nem:Depressogryllus (Gorochov, 1988) - Nem:Doroshenkoa (Gorochov, 2004) - Nem:Ganoblemmus (Karsch, 1893) - Nem:Gialaia (Gorochov, 1994) - Nem:Gryllodinus (Bolívar, 1927) - Nem:Gryllus (Linnaeus, 1758) - mezei tücsök (Gryllus campestris) - Nem:Gymnogryllus (Saussure, 1877) - Nem:Hemitrullus (Gorochov, 2001) - Nem:Holoblemmus (Bolívar, 1925) - Nem:Kurtguentheria (Gorochov, 1996) - Nem:Loxoblemmus (Saussure, 1877) - Nem:Macrogryllus (Saussure, 1877) - Nem:Megalogryllus (Chopard, 1930) - Nem:Melanogryllus (Chopard, 1961) - fekete tücsök (Melanogryllus desertus) - Nem:Mimicogryllus (Gorochov, 1994) - Nem:Mitius (Gorochov, 1985) - Nem:Natalogryllus (Gorochov & Mostovski, 2008) - Nem:Phonarellus (Gorochov, 1983) - Nem:Plebeiogryllus (Randell, 1964) - Nem:Poliogryllus (Gorochov, 1984) - Nem:Scapsipedoides (Chopard, 1936) - Nem:Scapsipedus (Saussure, 1877) - Nem:Sigagryllus (Otte & Cade, 1984) - Nem:Sphecogryllus (Chopard, 1933) - Nem:Squamigryllus (Gorochov, 2001) - Nem:Svercus (Gorochov, 1988) - Nem:Tarbinskiellus (Gorochov, 1983) - Nem:Tartarogryllus (Tarbinsky, 1940) - Nem:Teleogryllus (Chopard, 1961) - Nem:Trullus (Gorochov, 1999) - Nem:Tympanogryllus (Gorochov, 2001) - Nem:Velarifictorus (Randell, 1964) - Nem:Vietacheta (Gorochov, 1992) | - Nemzetség:Modicogryllini (Otte & Alexander, 1983) - Nem:Acophogryllus (Gorochov, 1996) - Nem:Angolagryllus (Otte, 1994) - Nem:Apedina (Otte & Alexander, 1983) - Nem:Apterocryncus (Gorochov, 1990) - Nem:Aritella (Otte & Alexander, 1983) - Nem:Astrupia (Otte, 1987) - Nem:Cyrtoprosopus (Chopard, 1951) - Nem:Gryllodes (Saussure, 1874) - Nem:Gryllopsis (Chopard, 1928) - Nem:Lepidogryllus (Otte & Alexander, 1983) - Nem:Modicogryllus (Chopard, 1961) - Nem:Modicoides (Otte & Cade, 1984) - Nem:Mombasina (Otte, 1987) - Nem:Nimbagryllus (Otte, 1987) - Nem:Pictorina (Otte & Alexander, 1983) - Nem:Rufocephalus (Otte & Alexander, 1983) - Nem:Svercacheta (Gorochov, 1993) - Nem:Tugainus (Gorochov, 1986) - Nem:Tumpalia (Otte & Alexander, 1983) - Nemzetség:Sciobiini (Randell, 1964) - Nem:Sciobia (Burmeister, 1838) - Nemzetség:Turanogryllini (Otte, 1987) - Nem:Neogryllopsis (Otte, 1983) - Nem:Podogryllus (Karsch, 1893) - Nem:Turanogryllus (Tarbinsky, 1940) Nemzetségekbe besorolatlan nemek: - Nem:Allogryllus (Chopard, 1925) - Nem:Apiotarsus (Saussure, 1877) - Nem:Brachytrupes (Serville, 1838) - Nem:Callogryllus (Sjöstedt, 1910) - Nem:Coiblemmus (Chopard, 1936) - Nem:Comidoblemmus (Storozhenko & Paik, 2009) - Nem:Cryncus (Gorochov, 1983) - Nem:Danielottea (Koçak & Kemal, 2009) - Nem:Geogryllus (Otte & Perez-Gelabert, 2009) - Nem:Gryllita (Hebard, 1935) - Nem:Gryllodeicus (Chopard, 1939) - Nem:Grylloderes (Bolívar, 1894) - Nem:Hispanogryllus (Otte & Perez-Gelabert, 2009) - Nem:Itaropsis (Chopard, 1925) - Nem:Jarawasia (Koçak & Kemal, 2008) - Nem:Kazuemba (de Mello, 1990) - Nem:Mayumbella (Otte, 1987) - Nem:Meristoblemmus (Jones & Chopard, 1936) - Nem:Miogryllus (Saussure, 1877) - Nem:Nemobiodes (Chopard, 1917) - Nem:Oediblemmus (Saussure, 1898) - Nem:Oligachaeta (Chopard, 1961) - Nem:Omogryllus (Otte, 1987) - Nem:Paraloxoblemmus (Karny, 1907) - Nem:Parasciobia (Chopard, 1935) - Nem:Qingryllus (Chen & Zheng, 1995) - Nem:Rubrogryllus (Vickery, 1997) - Nem:Songella (Otte, 1987) - Nem:Stephoblemmus (Saussure, 1877) - Nem:Stilbogryllus (Gorochov, 1983) - Nem:Svercoides (Gorochov, 1990) - Nem:Taciturna (Otte, 1987) - Nem:Thiernogryllus (Roy, 1969) |